# نيكولا فاركوهار
نيكولا فاركوهار (بالإنجليزية: Nicola Farquhar)‏ هي فنانة نيوزيلندية، ولدت في 1972 في هاميلتون في نيوزيلندا.